# Me Beija (canção de Manu Gavassi)
"Me Beija" é uma canção da cantora brasileira Manu Gavassi, que faz parte do repertório de seu terceiro álbum de estúdio, “Manu”, lançado pela Universal Music, que conta com 12 faixas de composições autorais.
O videoclipe foi cheio de referências aos anos 2000 e dirigido pela própria Gavassi e "Os Primos".

## Vídeo Musical
O videoclipe traz referências dos anos 2000. Elementos de moda da época, cena do filme “Meninas Malvadas”, reprodução da capa da revista Rolling Stone de Britney Spears com um Teletubbie, a boneca Barbie e os looks de Paris Hilton foram recriadas no clipe. Manu ficou responsável pelo roteiro e direção, ao lado de João Monteiro e Fernando Moraes, da produtora “Os Primos”, que já dirigiram clipes de Pabllo Vittar, Preta Gil, Rouge, Gloria Groove e Alice Caymmi.
Esse é o segundo clipe dirigido por Manu, que em fevereiro foi responsável pela direção de “Clareiamô”, de Anavitória com participação de Saulo Fernandes. O videoclipe ainda conta com a participação dos modelos Cris Paladino, Alencar Reinhold e do influenciador digital Rafael Uccman.